# Francis Lee (Fußballspieler)
Francis Henry Lee CBE (* 29. April 1944 in Westhoughton; † 2. Oktober 2023 in Wilmslow) war ein englischer Fußballspieler und 27-facher Nationalspieler seines Landes. Nach der aktiven Zeit als Fußballer war Lee zudem in den 1990er-Jahren Präsident bei seinem langjährigen Verein Manchester City.

## Sportlicher Werdegang
Der mit 1,73 Meter verhältnismäßig klein gewachsene Stürmer begann seine Karriere bei den heimischenen Bolton Wanderers. Er debütierte im November 1960 im Alter von 16 Jahren in der First Division, der damals höchsten englischen Spielklasse bei einem 3:1-Heimsieg gegen Manchester City und erzielte dabei ein Tor. Zur Saison 1961/62 wurde er mit seinem ersten Profivertrag belohnt. In der Folgezeit konnte sich Lee stetig zum Stammspieler entwickeln, stieg jedoch mit seinem Verein 1964 in die Second Division ab. Mit seinem starken Tordrang und dem Vorzug für eine mehr physisch denn technisch orientierte Spielweise, erzielte der temperamentvolle Mittelstürmer in der zweiten Liga insgesamt 92 Treffer und war dort somit einer der erfolgreichsten Spieler. Da Bolton der Wiederaufstieg in die Erstklassigkeit nicht gelang, bat Lee 1967 um die Freigabe für den Transfer zu einem höherklassigen Klub.
Die Bolton Wanderers lehnten Lees Vorhaben zunächst ab, was zur Folge hatte, dass Lee zu Beginn der Saison 1967/68 streikte. Nur wenige Wochen später lenkte die Vereinsführung ein und ließ Lee im Oktober für eine Ablösesumme von 60.000 Pfund zu Manchester City, im Vorjahr wieder in die erste Liga aufgestiegen, wechseln. Dort fand er sich schnell ein und bildete unter dem Trainer Joe Mercer ein sehr erfolgreiches Sturmtrio mit Colin Bell und Mike Summerbee. Hinter Neil Young wurde Bell mit 16 Treffern noch zum zweitbesten Torschützen Citys und schoss beim 4:3-Sieg bei Newcastle United am letzten Spieltag in der 60. Minute das Tor zum 4:2, wodurch Manchester City die Meisterschaft mit zwei Punkten Vorsprung auf den Lokalrivalen und Titelverteidiger Manchester United gewann.
Die anschließende Saison setzte Lee mit zwei Toren beim 6:1-Sieg in der Charity Shield gegen West Bromwich Albion mit einer guten Form fort und er wurde beim Länderspiel gegen Bulgarien im November 1968 erstmals in der englischen Nationalmannschaft eingesetzt. Am Ende der Saison gewann Lee mit Manchester City nach einem 1:0-Endspielsieg gegen Leicester City im Wembley-Stadion den FA Cup.
Nur ein Jahr später gewann er nach einem 2:1-Finalsieg über West Bromwich Albion seinem ersten Ligapokal. Im Europapokal der Pokalsieger schaltete City unter anderem Athletic Bilbao und FC Schalke 04 aus und gewann das Endspiel in Wien gegen Górnik Zabrze mit 2:1. Lee schoss dabei per Elfmeter das Tor zum 2:0. Anschließend wurde Lee in den Kader für die WM 1970 in Mexiko berufen und dort auch in drei der vier Spiele eingesetzt. Er war Teil der Mannschaft, die im Viertelfinale nach Verlängerung mit 2:3 dem Team aus Deutschland unterlag. In diesem Spiel machte Lee vor allem durch einen Faustschlag, den er dem deutschen Torhüter Sepp Maier versetzte, auf sich aufmerksam.
Nach einer mittelmäßigen Saison und einem zwischenzeitlichen Höhepunkt, einem Hattrick Lees zum 4:1-Sieg in Old Trafford gegen Manchester United, konnte Lee mit Manchester City in der Saison 1971/72 wieder in den Kampf um die englische Meisterschaft eingreifen und schloss am Ende mit nur einem Punkt Abstand zum Meister aus Derby County auf dem vierten Platz ab. Lee wurde in dieser Saison mit 33 Toren, davon 13 oft an ihm verschuldete Elfmeter Torschützenkönig, was bis zum heutigen Tag einen vereinseigenen Rekord darstellt. Erst Shaun Goater konnte in der Saison 2001/02 die 30-Tore-Marke wieder erreichen. Insgesamt erzielte er 35 Saisontore, davon 15 per Elfer, was englischer Rekord ist. Bei der EM 1972 scheiterte er im mit England erneut im Viertelfinale an dem deutschen Team, wobei Lee bei der 1:3-Hinspielniederlage in Wembley, dem ersten deutschen Sieg in England, den Treffer zum zwischenzeitlichen 1:1 markierte. Im Rückspiel kam Lee nicht zum Einsatz.
Der Weggang von Trainer Malcolm Allison im Laufe der Saison 1972/73 läutete das Ende der erfolgreichen Zeit von Manchester City ein und Lee pendelte sich mit seinem Verein in dem Mittelfeld der Liga ein. Auch für die Nationalmannschaft kam Lee nach zehn Toren in 27 Spielen seit 1972 zu keinem Länderspiel mehr und überwarf sich zum Ende der Spielzeit 1973/74 mit dem Präsidenten Peter Swales, infolgedessen Lee dann gegen seinen Willen für 100.000 Pfund zu Derby County verkauft wurde.
Wie bereits in Manchester gewann Lee auch mit Derby unter Dave Mackay in seiner ersten Saison direkt die englische Meisterschaft. Dabei wurde er von einem überdurchschnittlichen Mittelfeld unterstützt, in dem Spieler wie Bruce Rioch, Archie Gemmill und Henry Newton standen. Für persönliche Genugtuung sorgte, dass er beim ersten Aufeinandertreffen mit City den Siegtreffer zum 2:1 erzielen konnte. In der anschließenden Spielzeit, die Lees letzte sein sollte, konnte er sowohl national als auch international an die guten Leistungen anknüpfen. Nach dem letzten Saisonspiel gegen Ipswich Town, das Derby nach zwei Toren von Lee mit 6:2 gewann, trat Lee vom aktiven Fußballsport zurück.
Nachdem er seine Stiefel an den Nagel gehängt hatte, wechselte Lee ins Geschäftsleben und verbrachte mehr Zeit mit F.H. Lee (Paper Converters) Ltd., einem Unternehmen, das er 1966 gründete und das Papier zur Herstellung von Produkten wie Küchenrollen und Toilettenpapier recycelte. Seine Einkünfte ermöglichten es ihm, die Mehrheit an Manchester City zu erwerben. Darüber hinaus erwarb er eine Trainerlizenz und trainierte Rennpferde, was er bis 2001 machte.
Lee erlag am 2. Oktober 2023 79-jährig einem langjährigen Krebsleiden.

## Lee als Vereinspräsident
Im Jahr 1993 übernahm Lee, mit Unterstützung der Anhänger, nach einem mehrmonatigen Kampf in Nachfolge von Peter Swales das Präsidentenamt von Manchester City und setzte seinen Plan um, den Verein stärker zu professionalisieren. Da der Verein über nur wenige finanzielle Mittel verfügte, entließ Lee mehrere altgediente Spieler wie Niall Quinn, Garry Flitcroft und Keith Curle. Darüber hinaus installierte er mit Alan Ball einen neuen Trainer. Trotz neuer Spieler wie Giorgi Kinkladse konnte der Niedergang des Vereins jedoch nicht verhindert werden und City musste nach der Saison 1997/98 absteigen, was dann schließlich in einem einjährigen, erstmaligen Drittligaaufenthalt 1998/99 kulminierte. Kurz zuvor hatte Lee seinen Rücktritt bekannt gegeben und wurde von David Bernstein abgelöst.

## Sonstiges
- Obwohl Lee für seine Vereine stets ein guter Elfmeterschütze war, verschoss er für die englische Nationalmannschaft seine beiden einzigen Strafstöße.
- Lee hatte bereits seit seiner aktiven Zeit eine große Vorliebe für den Pferderennsport.
- Bei der Neujahrsehrung 2016 wurde Lee von Königin Elisabeth II. zum Commander of the British Empire (CBE) ernannt.

## Erfolge
- Europapokal der Pokalsieger: 1970
- Englische Meisterschaft: 1968, 1975
- Englischer Pokal: 1969
- Englischer Ligapokal: 1970
- Charity Shield: 1968, 1972, 1975

- Torschützenkönig: 1972 / 33 Tore